# La rabbia (film 2008)
La rabbia è un film del 2008 diretto da Louis Nero.

## Trama
Un giovane regista si trova a combattere contro un sistema interessato solamente al danaro. Per il protagonista il cinema deve essere considerato come opera d'arte e non come prodotto industriale. Nel suo percorso un mentore, interpretato da Franco Nero, lo aiuterà a trovare la sua strada. Un espediente per trovare i soldi e realizzare finalmente il suo film potrebbe essere quello di rapinare una banca.